# بانک الاهلی اردن
بانک الاهلی اردن (انگلیسی: Jordan Ahli Bank) شرکت خدمات مالی و بانکداری اردنی است، که در سال ۱۹۵۵ تأسیس شد.